# Jaspion
Kyojuu Tokusou Juspion (巨獣特捜ジャスピオン, Kyojū Tokusō Jasupion, traduzido como Juspion e a Investigação Especial de Criaturas Gigantes, e lançado no Brasil sob o título de O Fantástico Jaspion) é uma série de televisão japonesa do gênero tokusatsu, pertencente à franquia Metal Hero. Produzida pela Toei Company e exibida originalmente entre 15 de março de 1985 e 24 de março de 1986 pela TV Asahi, totalizando 46 episódios. Foi estrelada pelo ator e dublê Hikaru Kurosaki no papel título. Segundo o produtor Susumu Yoshikawa, o nome original "Juspion" é uma amálgama das palavras "Justice" e "Champion" (Campeão da Justiça).
No Brasil, a série foi um sucesso gigantesco e até então inédito por outras produções do gênero até então exibidas (tais como National Kid e Ultraman), desencadeando uma febre épica jamais vista pelo gênero de super-heróis japoneses no país e abrindo as portas para a importação de novas séries do gênero tokusatsu. Sua audiência superava, à época, a da Rede Globo (que contava com programas como o Xou da Xuxa, líder absoluto até então), chegando a atingir 15 pontos de audiência, um dos maiores índices da história da Rede Manchete.

## História
Há milhares de anos num planeta nos confins da galáxia a muitos anos-luz de distância da Terra se reuniam os grandes profetas da Via Láctea onde difundiam os ensinamentos e profecias da Bíblia Galática. A Bíblia Galática era uma grande placa de pedra transcrita pelo Deus Universal, onde em suas escrituras profetizava o surgimento de um demônio espacial nascido da união das energias negativas do universo denominado por Satan Goss que quando se fortalecer enfurecerá todos os monstros gigantes e assim provocará o apocalipse da Via Láctea, também conta a forma necessária para destruí-lo. Só que esse planeta foi atingido por um cometa e completamente destruído; a Bíblia Galática também foi quebrada em vários pedaços que foram espalhados por toda a galáxia.
Anos depois, Edin, cientista e o último sobrevivente dos grande profetas galácticos, passou a procurar os fragmentos da Bíblia Galática em seu planeta natal, até que encontra um garoto humano que sobreviveu à queda de uma nave espacial em seu planeta, acidente no qual seus pais morreram. Acreditando nas profecias da Bíblia Galáctica, a qual preceituava que um guerreiro celestial salvaria a galáxia e o universo das forças do temível Satan Goss. Edin crê ser este o garoto predestinado a se tornar o lendário guerreiro. Ele adota o menino e o cria sozinho, dando-lhe o nome de Jaspion, na esperança de que, algum dia, o garoto venha a combater as ameaças do temível Satan Goss e impedir a exterminação galática.
Anos mais tarde, já adolescente, Jaspion aprende sobre seu destino, e aceita de seu pai adotivo os equipamentos que ele construiu para auxiliá-lo. Entre os artefatos, estão a armadura Metal Tech, feita do metal mais resistente do universo (metal Ejinium), equipada com o Turbo Magnum, um revolver laser e com a Espadium Laser, uma poderosa espada laser que se materializa na palma de sua mão; a androide Anri, que passa a auxiliá-lo em sua jornada; a Allan Moto Space, uma super moto que além de ser perfeita sobre a terra tem a capacidade de voar; Gaibin, um extraordinário veículo hibrido voador-terrestre que pode se dividir em dois, um jato para combates aéreos e um tanque com a capacidade de perfurar o solo permitindo acesso aos locais mais subterrâneos e a nave espacial Daileon, que tem a habilidade de transformar-se num poderoso robô gigante. Sua missão é impedir os projetos maléficos de Satan Goss e dos seus seguidores e subordinados. Enquanto seu pai adotivo procura constantemente os fragmentos da Bíblia Galática para saber a forma de poder matar Satan Goss.
Após algumas aventuras em planetas desconhecidos, num deles, o planeta Beezee resgata a alienígena Miya, que é adotada e passa a acompanhá-los. Depois de um tempo passando de planeta em planeta o heróis percebe as terríveis consequências provocadas pela influência dos poderes malignos de Satan Goss em todos os planetas da Via Láctea, até que Edin telepaticamente passa as informações para Jaspion de que Satan Goss está visando construir o seu Império dos monstros no terceiro planeta do sistema solar, conhecido por toda a galáxia como "O Planeta dos Monstros", o planeta Terra, fazendo assim o herói se dirigir à Terra, onde conhece MacGaren, que se intitula filho de Satan Goss e torna-se o maior rival do herói. A partir daí Jaspion passa a interromper as tramas e investidas de MacGaren para a dominação e conquista ou de extermínio do planeta Terra, tornando-se uma pedra no sapato dos planos de Satan Goss, muitos desses planos consistiam na manipulação das habilidades especiais de alguns monstros; no entanto, sempre era interrompido por Jaspion que desvendava as tramoias e matava o monstro envolvido com o Gigante Guerreiro Daileon, por causa disso MacGaren passou a traçar planos para destruir Jaspion e começou a convocar diversos mercenários espaciais muitos que já trabalhavam para Satan Goss na dominação de outros planetas, mercenários como o quarteto Quadridemos, Irmãos Gasami, Assassino Espacial Guila, a feiticeira Titânia, Aigaman com seu monstro-robô Aiga, Bruxa Galalítica Kilza, Rainha Espectro da Treva Galática Kilmaza e seus ninjas espaciais.

## Personagens

### Heróis e aliados
- Jaspion (ジャスピオン, Jasupion, "Juspion"): o protagonista da série. Foi achado por Edin após sobreviver um acidente espacial em que seus pais morreram. Criado pelo profeta, Jaspion cresceu em harmonia com os animais e a vida selvagem. Quando se tornou adulto, Edin o avisou da ameaça de Satan Goss sobre o universo, prevista na Bíblia Galáctica, e Jaspion partiu para uma jornada pelo espaço. Após visitar alguns planetas, ele chega à Terra para livrá-la da investida de Satan Goss e de seu filho MacGaren e assim impedi-los de provocarem o armagedom galático. Jaspion depois retorna em um especial de cinema Dekarangers VS Uchuu Keiji Gavan.
- Anri (アンリ, Anri'): androide construída por Edin, acompanha Jaspion em suas missões. Quando conhece Boomerman tem uma leve queda por ele, despertando seus sentimentos como um humano sendo uma androide quase perfeita. Ajuda Jaspion durante sua jornada e, sendo uma máquina, possui a vantagem de ser imune a qualquer tipo de poder maligno (como as bruxarias de Kilza e Kilmaza). No penúltimo episódio, faz uso de botas voadoras e uma metralhadora laser.
- Edin (エジン, Ejin): eremita e cientista da galáxia, ele é o último dos profetas seculares encarregados de proteger a Bíblia Galáctica por milênios incontáveis. Leu na Bíblia Galáctica sobre a chocante profecia que revelava a aparição de Satan Goss. Sempre carrega consigo um cajado. Ele, além de figura paterna, também é guia e mentor espiritual do herói. Edin morre ao final da série, sacrificando sua própria vida enfrentando sozinho Satan Goss a fim de ganhar tempo para Jaspion encontrar o bebê irradiado pelo Pássaro Dourado. Seu nome é mencionado no especial de cinema Dekarangers VS Uchuu Keiji Gavan.
- Miya (ミーヤ, Miiya): bebê alienígena nascida no planeta florestal Beezee. Salva da morte por Jaspion e Anri na primeira de suas viagens espaciais, passou a acompanhá-los em sua jornada. De princípio não falava quase nada da língua terrestre, limitando-se a gemer ou pronunciar somente o seu nome, aprendendo mais tarde a falar, mostrando ser muito inteligente e servindo de cozinheira e ajudante dos heróis. É capaz de lançar os espinhos de suas costas como forma de ataque.
- Boomerman (ブーメラン, Būmeran, ep. 6 a 10, 12, 31 e 32): a todo custo, este ex-estudante de medicina visa vingar a morte de seu irmão mais velho, assassinado por investigar uma rede de contrabando de armas controlada por MacGaren. Tendo se tornado policial da Interpol, ajuda Jaspion em diversas ocasiões. Luta com dois bumerangues gêmeos e adquire ao longo da série uma técnica especial, Cross Cutter (クロスカッター, Kurosu Kattā), em que une suas duas armas em uma cruz.
- Professor Ken'ichirou Nambara (南原健一郎, Nanbara Ken'ichirō, ep. 15 até o final): fotógrafo viúvo que começa a participar da série a partir do episódio 15. Após ter sucessivos e estranhos sonhos, começa a procurar suas imagens em livros de mitologia, até chegar a uma obscura lenda sobre o Pássaro Dourado. Suas pesquisas chegam aos ouvidos de MacGaren, que em um primeiro momento tenta recrutá-lo para encontrar o Pássaro, oferecendo-lhe 1 bilhão de ienes. Ante a negativa do ético Professor, MacGaren ordena contra ele uma caçada sobre-humana. Desde então passa a colaborar com Jaspion de maneiras diversas.
  - Kanoko Nambara (南原 かの子, Nanbara Kanoko) e Kenta Nambara (南原 健太, Nanbara Kenta): filhos do Professor Nambara, moram com o pai. Posteriormente, é revelado que Kanoko é a primeira criança irradiada pela luz.
  - Tarô (ep. 15 a 25, 36, 46): o mascote da família Nambara. É um cachorro, aparentemente da raça akita inu, que apareceu diversas vezes durante a série.
- Kumiko (久美子, Kumiko): a segunda "criança irradiada" encontrada, ela e sua mãe grávida foram usadas como isca por Kilza no episódio 36 para atrair Jaspion para uma cilada traiçoeira. Ela possuiu uma habilidade paranormal que fez paralisar MacGaren antes que este pudesse acabar com Jaspion e de desconcentrar e enfraquecer os poderes sobrenaturais da bruxa galáctica Kilza com visões supostas do bebê irradiado pela luz, fazendo com que Jaspion a derrote (a bruxa Kilza) pela segunda vez e em definitivo.
- Daisuke (大作, Daisaku): a terceira criança irradiada encontrada. Um garoto valente, motivado a vencer a maratona em que competia visando ser beijado pela garota por quem estava apaixonado.
- Hiroshi (浩, Hiroshi): a quarta criança irradiada encontrada. Desenvolveu uma amizade especial com o alienígena telepático Pep.
- Mika (美加, Mika): a última das 5 crianças irradiadas a ser encontrada por Jaspion e seus amigos.
- Rod e Satie (ep. 8, 15, 16 e 29) - casal que trabalhava para a quadrilha de MacGaren, originários da constelação de Órion. Enganados por uma falsa promessa feita por MacGaren para que entrassem na quadrilha, desertaram depois que viram o irmão de Boomerman se infiltrar na quadrilha para tentar desmascará-lo e, incentivados por ele para fugirem, o que levou o próprio Boomerman a ajudá-los após a deserção. Desde então, MacGaren passou a perseguir o casal para puni-los como traidores. No capítulo 29 "A Morte de MacGaren", Satie é capturada e usada como isca para Jaspion. MacGaren o enfrenta num duelo frenético, onde o herói decepa-lhe o braço direito e o destrói pela primeira vez.
- Pássaro Dourado (黄金の鳥, Ōgon no Tori): deus fênix guardião do universo. No episódio 12, foi descoberto que Satan Goss teme o Pássaro Dourado. Por isso, Jaspion se empenhou pela busca do tal Pássaro. Ele apareceu em muitos episódios como exemplo, o episódio 18, quando Jaspion foge de Zampa, cai no barranco e o tal pássaro salva o herói de uma queda fatal. No episódio 22, ele ataca a tropa de MacGaren, e retira a corrente que prendia Jaspion. Ele dividiu-se em 5 partes, que se alojaram em 5 crianças de coração puro, as chamadas "cinco crianças irradiadas pela luz" (das quais Kanoko é uma delas) a fim de restaurar-se para a futura batalha com Satan Goss. No final da série, ele aparece da união das cinco crianças e se torna uma espada de ouro para Daileon destruir Satan Goss.
- Tarzan Galáctico (ep. 46): o bebê irradiado encontrado acidentalmente durante a última batalha contra Satan Goss. De forma similar a Jaspion, ele teve seus pais mortos por piratas espaciais e foi enviado à Terra em uma cápsula de preservação vital semelhante a um ovo dourado. Sua energia liberou o ataque fatal da Espada do Pássaro Dourado, o Daileon Cosmic Laser, que possibilitou a Daileon acabar com Satan Goss de forma definitiva. Depois, Jaspion descobriu (de maneira não explicada na série) o destino que esse bebê teve e decide adotá-lo como irmão, pois pode-se dizer que o herói viu seu próprio reflexo nele. Foi batizado por Jaspion como "Tarzan Galáctico" (no original japonês, Ginga no Taazan - que também é o nome de uma das músicas do seriado).

### Vilões (Império dos Monstros)
- Satan Goss (サタンゴース, Satan Gōsu, "Satan Goth"): Vilão principal da série, nascido a partir da união das energias negativas do universo, Satan Goss considerado pelos grandes profetas da Via Láctea como o satanás galático, pretende conquistar o universo inteiro e criar na Terra o Império dos Monstros, governando-o do Japão. É um ser gigante vestido numa armadura negra que lhe dava um visual robótico que foi inspirado no vilão Darth Vader de Star Wars. Foi descoberto no episódio 35 "A descoberta do pergaminho" que o atual estágio de vida de Satan Goss só era uma fase temporária que ainda não era a sua forma mais poderosa. Raramente estava presente quando os planos para dominar a Terra e destruir Jaspion eram traçados, preferindo deixar o comando nas mãos de MacGaren mas surgia sempre quando o plano necessitasse de algum monstro com seus raios vermelhos lançados pelos olhos. Sempre que ocorria a sua aparição, o céu escurecia, ecoavam algumas trovoadas e juntamente tremor de terra provocado pelos seus passos num clima apavorante anunciavam a sua chegada combinado com um ruído estrondoso provocado pelas articulações de sua armadura, geralmente quando lançava os seus raios nos monstros uma voz ao fundo (voz dos narradores Benjamim Filho - do episódio 1 a 16 - e Francisco Borges - do episódio 17 em diante) pronunciava: "Satan Goss tem o poder de enfurecer os seres e transformá-los em monstros incontroláveis" mas seus poderes não se resumiam só a isso, enfurecia até o mais manso dos monstros (como o monstro Namaguederaz e o monstro Sion), transformava outros seres e objetos em monstros gigantes (como a árvore de cedro no monstro Troncor, um desenho numa folha de papel no monstro Paregonta e a bruxa Titânia no monstro Kumoda), aumentava os seus poderes, os agigantava (como o monstro Dimático), os controlava para que ficassem a sua mercê e de seus subordinados também conseguia sentir a presença de um monstro adormecido para despertá-lo, mesmo estando no subsolo do planeta ou no fundo do oceano seus raios conseguiam atravessar a água até as profundezas do mar ou passar pela terra até acertá-lo. Nas lutas contra Jaspion ou Edin ele utilizava os seus raios ópticos como ataque e utilizava uma espada gigante que era energizada por uma energia vermelha nas lutas contra Daileon (semelhante ao sabre de luz vermelho do vilão de Star Wars). Até o episódio 28 ele não falava e só o que se ouvia era a sua respiração sob a armadura (o tornando ainda mais parecido com Darth Vader), ele falou pela primeira vez no episódio 29 "A Morte de Macgaren" após a bruxa Kilza ter ressuscitado Macgaren (dublado por Líbero Miguel na versão brasileira) e passou a falar mais no restante da série. No final da série sofre uma metamorfose, que o transforma no Poderoso Satan Goss, mas por culpa de Jaspion, que deteve um sacrifício que serviria para amenizar as dores do vilão durante seu processo de transformação, contudo este sacrifício não aconteceu e ele se transformou de uma forma mais dolorosa, abandonando sua armadura negra que lhe servia como uma espécie de casulo e ganhando assim o aspecto de um demônio saltitante Cthulhu gigantesco com asas, dois tentáculos ósseos e assim então aumentando assombrosamente os seus poderes, ganhando novas e assustadoras habilidades como a de transformar as áreas urbanas do planeta numa gigantesca e aterrorizante floresta estilo pré-histórica, fazendo surgir o Império dos Monstros. No episódio 46, trava-se uma batalha com o profeta Edin. O vilão cheio de ódio por Jaspion ter destruído definitivamente seu filho MacGaren, assim ajudado pela bruxa Kilmaza, se vinga, matando o profeta. Jaspion que chega só com o tempo de ver o seu pai adotivo morrer em seus braços, fazendo então o herói se tomar pelo sentimento de vingança, quando Kanoko, Kumiko, Daisuke, Hiroshi e Mika aparecem no campo de batalha que são reprendidos por Jaspion, mas mesmo assim juntam e posicionam suas mãos com a palmas de cada mão direita virada para cima quando de cada uma aparecem nas mãos cinco pássaros dourados que voam na direção do Poderoso Satan Goss e o rodeiam que se espanta com o evento, os cinco pássaros se afastam dele e se unem em um único pássaro dourado, que transforma-se numa espada dourada gigante. Então Jaspion entra em Daileon que segura a espada dourada e após uma batalha épica, desfere um golpe fatal no Poderoso Satan Goss pouco antes de sua morte consequentemente todos os seus servos seguidores foram instantaneamente destruídos mostrando que ele era a essência de todos, e fazendo-se cumprir a profecia de toda a trama da série. Seu corpo é reconstruído para ser revivido no especial "Space Squad: Uchuu Keiji Gavan VS Dekarangers", em que o sangue de Shelly, parceira de Gaban fosse usado para reviver o vilão, mas é destruído pelo mecha dos Dekarangers.
- MacGaren (マッドギャラン, Maddo Gyaran, "Mad Galant", ep. 4 a 45): Vilão secundário no comando do Império dos Monstros, é chamado ao longo de todo o seriado de "filho de Satan Goss", embora no final do seriado seja revelado que ele nasceu da união das energias negativas existentes no Universo, assim como o próprio Satan Goss. MacGaren é o herdeiro do Império dos Monstros e arqui-inimigo de Jaspion. Foi encarregado de espionar a Terra para seu pai.[4] Transformado, utiliza uma armadura negra Metaltex similar à de Jaspion, uma espada (também igual à do herói), pilota um planador aéreo de 6 "pernas" com aparência de besouro chamado Juldbooma (às vezes chamado de "Bezônix", contraparte da Allan Moto Space e Gaibin Jet) e pode ainda soltar raios pelos dedos (contraparte da pistola Turbo Magnum). Morre uma vez na série (episódio 29, "A Morte de MacGaren") e é ressuscitado por Kilza, que o torna ainda mais poderoso; no penúltimo episódio da série, na tentativa de encontrar e assassinar a "última criança irradiada pelo Pássaro Dourado", trava um combate definitivo com Jaspion e até chega a evoluir para Satan Goss por uns poucos instantes, mas não conseguia manter a sua nova forma devido aos golpes desferidos pelo herói, acaba caindo e morre de forma definitiva, retornando a sua forma de antes. No filme "Space Squad: Gavan vs. Dekaranger" Lars, um membro da organização Genmaku restaura o traje do MacGaren, com alguns traços adicionados e tem sua luta contra Gavan, mas depois tem sua derrota com Gavan e tem seu corpo esmagado por Satan Goss, usado como sacrifício para trazer o monstro insano de volta a vida.
- Quadridemos (悪の四天王, Aku no Shiten'ō): Estes renegados ou mercenários galácticos fazem sua estreia no episódio 13 A Investida dos Aliados Espaciais como sendo convocados por MacGaren para auxiliá-lo a destruir Jaspion e unificar na Terra o Império dos Monstros. Pouco é revelado sobre o passado deles. São eles:
  - Purima (ブリマ, Burima, ep. 13 a 44) e Gyoru (ギョール, Gyōru, "Guilleau", 13-44): Originalmente membros do quarteto dos Quadridemos, as duas permanecem como guardas pessoais de MacGaren após a dissolução do grupo (devido às mortes dos outros dois componentes, Iki e Zampa). Purima é uma espécie de feiticeira treinada por Titânia (mas com poderes muito mais limitados que Kilza e Kilmaza) que se vale de espadas e uma bola de cristal capaz de ataques de raios de grande abrangência de área; Gyoru é uma espiã que usa uma flauta capaz de transformar a ela e a outros em animais, porém mais usada como arpão, bastão de combate e zarabatana. Morrem juntas no episódio 44 ("Retorno Satânico") ao se condensarem num tipo de besta espacial humanoide branca (parecendo uma mistura de leão, lobo e urso polar) para enfrentar Jaspion, que as fulminou juntas com seu Cosmic Laser.
  - Iki (イッキ, Iki, ep. 13 a 15): Vindo de um planeta localizado no outro extremo da galáxia, é um cruel guarda-costas (ou ciborgue) membro dos Quadridemos, e o primeiro a morrer. Lutava com uma poderosa lança do tipo tridente, na outra ponta inferior era um lança-chamas e disparava suas próprias mãos como socos, tipo mísseis a jato. Foi o primeiro inimigo da série a ser vitimado pelo golpe fatal Cosmic Laser.
  - Zampa (ザンバ, Zanba, e. 13 a 18): Maligno andróide membro dos Quadridemos, foi o segundo a ser destruído. Ele é o responsável pelas mortes de Kerly e Hanna, os pais biológicos de Jaspion, acreditando serem eles os causadores da destruição do Império das Máquinas, o qual ele governava. Sua arma primária era uma foice do tipo cimitarra unida a uma longa corrente e atirava raios laser de seus olhos. Na sua última luta contra Jaspion, ele "morre" por alguns poucos instantes e "ressuscita" em sua forma mecanizada (uma alusão ao filme "O Exterminador do Futuro", contemporâneo à série). Apesar de sua força e resistência superiores, chegando a torturar Jaspion numa luta dificílima, e ele então descobre o ponto fraco do androide, atacando-lhe os olhos com a pistola e assim Zampa acaba destruído com o Cosmic Laser.
- Bruxa Galáctica Kilza (銀河魔女ギルザ, Ginga Majo Giruza, ep. 29 a 36): vinda de um planeta desconhecido, aparece pela primeira vez no episódio 29, "A Morte de MacGaren", por ordem de Satan Goss, para ressuscitar MacGaren após a morte deste (a primeira) pelas mãos de Jaspion. Muito ousada em seus planos, mas também excessivamente ousada e autoconfiante. Ganhou um lugar na memória dos brasileiros graças ao fato de todas as suas mágicas envolverem a recitação repetidas vezes da fórmula "Berebekan Katabanda" ("Beremekan Katabunda" no original, alterada pela dublagem por motivos óbvios) e a finalização "Kikerá!". Duela pela primeira vez contra Jaspion no episódio 30, "O Pânico do Balão", tendo sobrevivido após ter sua cabeça decepada, e o corpo atingido pelo Cosmic Laser. Reúne sua cabeça ao seu corpo e escapa, mas morre definitivamente no episódio 36, "O Milagre das Novas Vidas", ao tentar descobrir como Jaspion localiza as crianças irradiadas pela luz - de algum modo, ela teve a premonição da existência do bebê irradiado pela luz, fato que a atormentou e a fez baixar a guarda na batalha crucial, enfraquecendo-a, dando a chance de Jaspion desferir um golpe com a Spadium Laser cravada em seu abdome, desfalecendo-a e então finalizando-a com o Cosmic Laser.
- Rainha Espectro da Treva Galáctica Kilmaza (ギルマーザ, Girumāza, ep. 39 até o final): com a morte de Kilza, no episódio 36, "O Milagre das Novas Vidas", sua irmã mais velha, a também bruxa espacial Kilmaza, surge tanto para vingá-la quanto para obter uma fração do poder de Satan Goss. Kilmaza é uma criminosa espacial profissional, responsável pelo declínio e consequente extinção de inúmeras civilizações universo afora - das quais, no Planeta Zobos ela inventou um culto de adoração a Satan Goss para incitar a ganância e maldade em seus habitantes, afundando o planeta numa onda de crimes incessantes; e no Planeta Sweet ela instigou sutilmente uma guerra devastadora entre os dois lados, Leste e Oeste, culminando na total destruição daquela civilização. Em analogia à fórmula mágica "Beremekan Kutabunda" de Kilza, Kilmaza tinha um método próprio de realizar suas feitiçarias tocando castanholas de prata embutidas em suas luvas - também utilizando a finalização "Kikerá!" -, a fim de conferir super-poderes a seus subordinados. Diferentemente de Kilza, Kilmaza é mais estratégica e não costuma partir para a luta física, preferindo deixar que seus subalternos façam o trabalho pesado. Morre no final da série juntamente com seus comparsas, no momento em que Satan Goss é finalmente vencido e suas energias negativas aniquilam seus servos impiedosamente.
  - Os 5 Ninjas Espaciais (宇宙忍者, Uchu Ninja): são os auxiliares e subordinados de Kilmaza, criados pela magia dela assim que chega à Terra; esses ninjas foram sendo liquidados por Jaspion um a um. Usavam técnicas peculiares como atirar bolas de energia em suas respectivas cores e a técnica de mão-espada com fogo. Eles tinham cada um deles uma técnica "especial" particular e somente revelavam suas verdadeiras formas depois de terem suas cabeças partidas ao meio por Jaspion. Todos eram semelhantes em sua aparência física, diferenciando-se somente pelo símbolo colorido em suas testas, e seus nomes derivam da concepção dos cinco elementos da natureza segundo a doutrina do Taoísmo. São eles:
    - Ka (Fogo, ep. 39 a 43) - o ninja com um símbolo vermelho na testa, aparentemente ele era o líder do quinteto. Tem uma "técnica especial" interessante na qual projeta um jato de chamas, pula sobre o fogo criado e avança em direção ao inimigo atingindo-o com uma poderosa explosão. Sua verdadeira forma é um canhão cuja munição vem de uma bola de fogo (Fuu).
    - Fuu (Vento, ep. 39 a 43) - o ninja com um símbolo amarelo na testa. Sua "técnica especial" é a mesma de Ka, com a diferença de usar o elemento do vento. Ele e Ka lutaram em conjunto e deram bastante trabalho a Jaspion, somente sendo vencidos quando suas duas "técnicas especiais" se colidiram, fazendo-os voar longe. Sua verdadeira forma é uma bola de fogo enorme que representa a munição inesgotável do canhão (Ka).
    - Do (Terra, ep. 39) - o ninja com um símbolo branco na testa. Como "técnica especial" ele pode se esconder debaixo da terra para provocar terremotos ou pegar inimigos desprevenidos em ataques de surpresa. Sua verdadeira forma é uma espécie de serpente esquelética que dispara raios e pode criar uma ilusão de si mesma com o dobro de seu tamanho verdadeiro, aumentando assim seu poder de ataque.
    - Sui (Água, ep. 39 e 40) - o ninja com um símbolo azul na testa. Não tinha uma "técnica especial" própria, sendo portanto limitado às bolas de plasma e mão-espada. Sua verdadeira forma é uma espécie de satélite com pontas, capaz de lançar raios e agarrar-se em qualquer tipo de superfície para assim absorver energia através do contato físico.
    - Moku (Madeira, ep. 39 a 42) - o ninja com um símbolo verde-escuro na testa. Sua "técnica especial" consiste em lançar raios gravitacionais verdes das pontas de seus dedos. Sua verdadeira forma é uma espécie de guerreiro espacial vestido de branco, cabelos longos, uma horrível máscara demoníaca e armado com uma naginata (uma conhecida alabarda japonesa longa e recurvada), lembrando um pouco um ator de teatro kabuki.
- Amazonas 1 e 2 (ep. 10) - duas mulheres artificiais (mutantes) criadas pelo cientista Dr. Ika, mas MacGaren queria mais e obrigou-o a criar o monstro Pirossauro a partir das células de um fóssil que foi encontrado para assim roubá-lo e usar contra Jaspion, e caso Dr. Ika se recusasse a fazê-lo ele e sua família seriam mortos sob ordem de MacGaren. Foram as primeiras a serem destruídas com a Spadium Laser (espada energética) de Jaspion, que não utilizava ainda no momento a técnica do Cosmic Laser.
- Zamurai (ep. 19) - um general samurai cujo rosto lembra uma foca, seu corpo é todo encoberto em corais marinhos. Há 900 anos, quando ainda era humano sob seu verdadeiro nome Tokigou Sumino, tentou, sob ordem de militares inimigos, matar o respeitado espadachim Hitono Minamoto em troca de volumosa recompensa, mas acabou derrotado por Minamoto e caiu no oceano. Nos dias modernos, recebia do monstro Humibura uma vida praticamente imortal e junto com MacGaren elaborou um terrível plano de criar golfinhos-míssil para destruir todas as cidades litorâneas do Japão sob a promessa de tornar-se "o rei de todos os oceanos do mundo". Zamurai lutava com uma lança longa e espadas (katanas)  para desferir ataques supresas e muito poderosos. Jaspion acaba com ele depois que ficou enfraquecido após a derrota do monstro Humibura pelo Daileon.
- Assassino Espacial Guila (ep. 20) - assassino do Universo despertado do seu caixão por Satan Goss. Ao que tudo indica, Guila foi o vilão mais estrategista do seriado, visto que, juntamente com MacGaren, usou a sua inteligência, estudando e analisando minuciosamente a força e a agilidade, bem como todo o aparato bélico de Jaspion, estudando-o e desarmando-o completamente e, depois, prendendo-o numa caverna à prova de fugas e atraindo-o passo a passo para uma armadilha que quase custou a vida do herói. Jaspion enfrentou-o habilidosamente e escapou, porque soube lidar muito bem com a situação em que estava, aproveitando a melhor chance para sair de lá. Guila possui a silhueta de um mariachi, completa com a sua própria música de fundo em estilo mexicano. Guila é o único inimigo da série toda que não é morto pelo Jaspion, e nem mesmo pode-se dizer se morreu, de fato, quando a caverna desmoronou sobre ele, quando o monstro Hakaban foi despertado.
- Titânia (ep. 22) (original: Tikita) - feiticeira maligna que coloca em Kanoko uma maldição em que uma aranha aparece na testa da filha de Nambara, modificando sua personalidade para o mal. Titânia chega acompanhada do monstro-aranha Kumoda, mas pouco depois se revela que ela e o monstro são o mesmo ser. Ela é a mestra de Purima e, assim como ela, tem poderes mais limitados que os de Kilza e Kilmaza. Jaspion a destrói automaticamente quando vence Kumoda.
- Irmãos Gasami (ep. 25 e 26) - irmãos piratas espaciais que dominaram o planeta Drods (de Koko) e vêm à Terra para exterminar Jaspion e abduzir o garoto Koko. Gasami 2, sendo atrapalhado e menos inteligente, morre primeiro ao enfrentar Jaspion; na tentativa de vingar seu irmão, Gasami 1 convoca o monstro Bôgan, que sugou a energia de Daileon até quase destruí-lo, mas após Daileon acabar com Bôgan, Gasami 1 parte para a luta e acaba também morto pelo herói em batalha.
- O Trio "As Graciosas": Bela Ás, Bela Copas e Bela Damas / Trifacial (ep.27) (original: Cute Girls): Três belas, porém diabólicas, moças que tiveram a missão de raptar jovens saudáveis para transformá-los em bestas selvagens. Elas podem se fundir no monstro Trifacial, que lembra muito o Cérbero, cão monstruoso de 3 cabeças que guarda os portões do inferno na mitologia grega.
- Aigaman e o monstro-robô Aiga (ep. 28) - um vilão inteligente. Aigaman é um andróide de aparência ocidental vindo do planeta Aiga, cujo cérebro eletrônico computou e estudou extensivamente todos os golpes de Jaspion e Daileon elaborando um modo de combate quase perfeito para derrotá-los, conseguindo assim prever de antemão seus golpes e sempre com um contra-ataque ou uma investida que ambos não tinham saída. Junto com o monstro Aiga, Daileon o destruiu facilmente na primeira batalha, porém, o monstro foi reconstruído e melhorado para superar os movimentos de Daileon, onde quase foi destruído no segundo confronto, deixando o Daileon bastante avariado e forçando Jaspion a fugir da batalha, até que com o Daileon restaurado já no combate final, Jaspion descobriu que ele Aigaman na verdade assim como Aiga também era um robô, também que ele era o cérebro do monstro e que tinha arquivado todos os movimentos de Daileon. Sendo assim, o herói inesperadamente invadiu a cabine de controle do Aiga, surpreendendo Aigaman que ficou sem saber o fazer e recebeu um disparo do Turbo Magnum antes que pudesse revidar a investida de Jaspion e foi rapidamente destruído com o Cosmic Laser deixando o monstro vulnerável, o que facilitou logo em seguida a sua destruição final pelo Golpe Daileon.
- Silk, Kenga e Zahul (ep. 31) - três criminosos internacionais ao estilo Yakuza, procurados pela Interpol e caçados por Boomerman por provocarem diversas guerras ao redor do mundo. O mafioso Silk e seus dois guarda-costas pessoais, os androides assassinos Kenga e Zahul, juntaram-se a MacGaren em um plano onde várias crianças foram raptadas e seriam mortas caso as autoridades não pagassem a Silk um resgate em barras de ouro do Banco do Japão; isso era apenas para desviar a atenção de Jaspion do verdadeiro plano de MacGaren, que era instalar ogivas nucleares no mar, na plataforma continental do Japão, para produzir terremotos que literalmente afundariam no Oceano Pacífico o arquipélago japonês. O plano foi descoberto por Anri e Jaspion o impediu a tempo. Silk é o único humano(tirando Zamurai e as Graciosas) em toda a série a ser assassinado pelo golpe Cosmic Laser de Jaspion, que o matou junto com Kenga e Zahul.
- Tipp (ep.32): Engenheiro em Robótica oriundo do planeta Elox, convocado por Kilza. Com seu crânio telepático, pode controlar por via de ondas eletromagnéticas, robôs domésticos a fim de utilizá-los como armas letais.
  - Servos Robôs (ep.32): Aparecem somente no episódio intitulado (A Trama do Robô), são servos de Tipp introduzidos nas casas dos cidadãos para arrasar com a sociedade. Jaspion descobre o plano e derrota Tipp e os Robôs.
- Bragul (ep.37): Alienígena de aspecto reptiliano especialista em culinária. Ele usou um clone maligno de Miya para tentar fazer Jaspion morrer intoxicado, comendo um bife envenenado; também usa como arma uma espada fina do tipo rapieira e dispara bolas de plasma explosivas. Lutou contra Jaspion logo no início do episódio, mas foi rapidamente assassinado pelo herói, nesta que provavelmente foi a luta mais rápida de toda a série.
- Soldados espaciais: Alienígenas de aparências monstruosas que a servem a Satan Goss, combatentes de nível raso, sempre derrotados por Jaspion, morrem no final da série junto com Kilmaza, quando Satan Goss é destruído por Jaspion, lançando suas energias negativas.
- Monstros Gigantes: São gigantescos animais normalmente adormecidos ou pacíficos, os quais Satan Goss enfurece e Jaspion é obrigado a destruir com o Gigante Guerreiro Daileon. Tais monstros eram, em sua grande maioria, transformados em gigantes (no caso de Troncor e Paregontas), fortalecidos e também controlados para colaborar com os planos de MacGaren (como Aquarock, Môke, Botossenki, Dimushi, Gasla, Sodomon, Batroguess, Magneda, Gelgon, Tee Goss, Troncor, Pirossauro, Maressauro, Paregonta, Gamadorás - o monstro imortal que deu muito trabalho a Daileon até ser derrotado ao ver sua própria imagem refletida no peitoral de Daileon do episódio "o Perigo em Tsukuba" - de forma semelhante a Mumm-Ra, inimigo dos ThunderCats -, Humibura, Sion, Aiga, Baloon, Bôgan, Donguez, Destran, Destros, Hakaban, Ebizhol e Dorima), enquanto outros poucos são maus por si mesmos (como Magim, Kumoda e Dynamático) com exceção ao monstro robô Aiga controlado por Aigaman. Normalmente esses monstros ficam adormecidos escondidos no subsolo ou no fundo do mar até a hora de serem usados por Satan Goss.

Monstros Gigantes por episódio:
- Episódio 01: Haneda e Marigoss
- Episódio 02: Teegoss
- Episódio 03: Namaguederaz
- Episódio 04: Gaios e Satan Goss
- Episódio 05: Giga
- Episódio 06: Gelgon
- Episódio 07: Mongorila
- Episódio 08: Dourados
- Episódio 09: Troncor
- Episódio 10: Pirossauro
- Episódio 11: Gamadoraz
- Episódio 12: Satan Goss
- Episódio 13: Paregonta
- Episódio 14: Maressauro
- Episódio 15: Potosenki
- Episódio 16: Dinamático
- Episódio 17: Dorima
- Episódio 18: O Inimigo Imortal
- Episódio 19: Humimura
- Episódio 20: Hakaban
- Episódio 21: Magneda
- Episódio 22: Kumoda
- Episódio 23: Sion
- Episódio 24: Moke
- Episódio 25: Donguê e Namaguederaz
- Episódio 26: Bogan
- Episódio 27: Sodomon
- Episódio 28: Aiga
- Episódio 29: Gasla
- Episódio 30: Baloon
- Episódio 31: Destros
- Episódio 32: A Conspiração do Robô
- Episódio 33: Magim
- Episódio 34: Fortes
- Episódio 35: Satan Goss
- Episódio 36: Dimushi
- Episódio 37: Ebizoll
- Episódio 38: Aquarock
- Episódio 39: O Poderoso Beijo de Miya
- Episódio 40: Diagross
- Episódio 41: Destran
- Episódio 42: Robô Gigante Brain
- Episódio 43: Poderoso Satan Goss
- Episódio 44: Bartroguess
- Episódio 45: Poderoso Satan Goss
- Episódio 46: Poderoso Satan Goss

### Outros
- Cérebro Eletrônico Sakura (ep. 02) - uma máquina que combate contra Jaspion, quando se aventurou no planeta Peece. É destruído quando Daileon derrota o monstro Tee Goss (por que ele entra no corpo do tal monstro).
- Koko (ep. 3 e 25) - menino que perdeu os pais e foi criado pelo monstro Namaguederaz no planeta Drods (episódio 3), é trazido à Terra no episódio 25 pelos Irmãos Gasami e salvo novamente por Jaspion.
- Namaguederaz (ep. 3 e 25) - monstro de estimação do menino Koko, que ele diz ser o seu pai por cuidar dele desde a morte dos pais biológicos. No episódio 3, ele chegou a ser manipulado por Satan Goss, mas Jaspion desfez tal domínio pois o amor paterno de Koko pelo monstro foi mais forte. Namaguederaz ajudou Daileon a vencer o monstro Dônguez (no seriado se fala "Dongue") e, curiosamente, parece-se muito com o cão dragão voador gigante Falco do filme A História Sem Fim.
- Gordon (ep. 06) - um bebê monstro que se perdeu de sua mãe. Foi achado por várias crianças e nisso, ele estava em busca da sua mãe, Gelgon, que foi controlada por Satan Goss.
- Kerly e Hanna (ep. 18) - os pais biológicos de Jaspion. Kerly era o guarda-florestal e Hanna era a zoóloga que zelava pela saúde dos animais nos planetas da galáxia. Foram atacados por Zampa e, numa aterrissagem de emergência, sofreram uma violenta queda com sua nave e morreram logo depois, sobrando somente Jaspion como único sobrevivente. O herói, ferido numa emboscada preparada por Zampa, entra na caverna onde seus pais foram sepultados, descobrindo que estes também procuravam pelo Pássaro Dourado. Aparecem em espírito para curar o ferimento que Jaspion sofrera momentos antes, permitindo-lhe assim destruir o perverso monarca do Império das Máquinas.
- John Tiger (ep. 41) - amigo de criação de Jaspion, foi durante muito tempo um criminoso espacial. Auto-proclamado "o Atirador da Justiça", refugiou-se na Terra e tornou-se algo como tutor de crianças para tentar abandonar seu passado sombrio. Ao ser influenciado pela magia negra de Kilmaza, John retoma seu passado de crimes e volta-se contra Jaspion, que conseguiu libertá-lo de sua maldição.
- Pep (ep. 42) - alienígena filhote oriundo do planeta-fortaleza Brain, seus pais foram raptados a mando de Satan Goss, que os forçou a construir uma fortaleza similar para o Império dos Monstros. Pep desenvolve uma amizade especial com o "garoto irradiado" Hiroshi.

## Armas, veículos e equipamentos

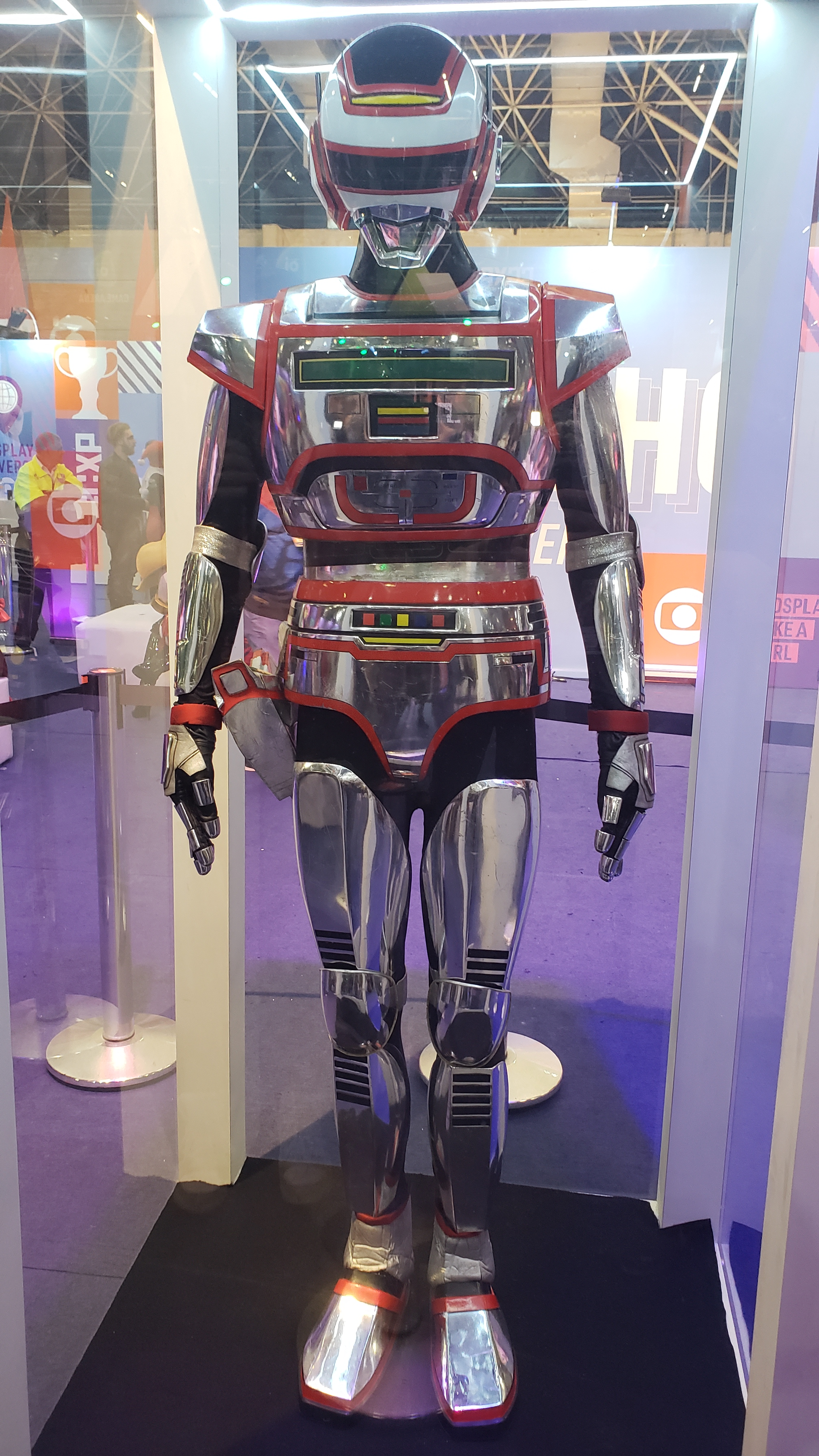
Figurino cromado original usado na série em exposição na CCXP 2019

- Figurino cromado original usado na série em exposição na CCXP 2019Traje Metaltex (originalmente Metaltec Suit) - também chamado de Protetor Metálico em alguns episódios, é a armadura usada por Jaspion, feita do raríssimo metal intergaláctico Edginium e que pode ser telepaticamente ativadas instantaneamente apenas sob o comando mental de seu dono, levando apenas 3 segundos para cobrir o corpo do mesmo. Confere superforça (pode dar chutes de 350 kg e socos que podem quebrar rochas de 1 tonelada), supervelocidade (chega a 300 km/h), e diversas capacidades especiais a quem a utiliza (pode dar saltos de 70 m de altura). A armadura conta com uma série de habilidades a qual o herói aciona em casos de extrema emergência.
- Spadium Laser (originalmente Plasma Blazer Sword) - a espada de Jaspion, com a qual destrói seus inimigos no combate mano-a-mano. Possui 1,05 m de comprimento e 3 kg de peso. O ataque fatal é o duplo ataque diagonal Cosmic Laser (Cosmic Harley no original), cuja energia destrói todas as estruturas celulares vitais de seu inimigo, resultando em sua destruição imediata, explodindo o corpo. Jaspion usou este golpe pela primeira vez no episódio 15, para derrotar Iki. No episódio 44 "O Retorno Satânico", Jaspion destruiu sozinho o monstro Batrogess (o único monstro derrotado por ele na série sem utilizar o Daileon) utilizando a Spadium Laser num golpe chamado na dublagem brasileira de "Jaspion Cosmic Laser: Ataque Frontal". No planeta Edin, também foi forjada uma nova Spadium Laser que foi entregue pelo Gaban Takeshi a Geki, para ter continuidade em seu duelo contra Lars no especial de cinema Dekarangers VS Uchuu Keiji Gavan.
- Turbo Magnum (originalmente Beam Scanner Gun) - a pistola laser de Jaspion, funciona a partir da vontade do portador. Quanto maior a força de vontade, mais poderoso o laser será, tanto que pode atravessar um maço de 2 m de espessura. É a contraparte aos raios laser que MacGaren pode soltar de suas mãos. Além disso, a Turbo Magnum também pode disparar um laser especial chamado de 'raio vitalizador' que serve para despertar pessoas que estão sob domínio de hipnose, transe ou feitiço, sendo que este recurso foi utilizado nos episódios 7 (para reativar Anri), 11, 16 e 38 (nestes apenas no 16 o raio não fez efeito).
- Sensor Óptico (originalmente Sensor Eye) - tanto Jaspion quanto MacGaren, com esse visor embutido em suas armaduras, ganham capacidades especiais, como visão raio-x, audição de longa distância, facilidade para enxergar no escuro e até mesmo a habilidade de ver coisas invisíveis - Aparece pela primeira vez no Episódio 10 (O Ataque do Pirossauro).
- Carro - Jaspion dispunha de um carro para trafegar nas cidades, equipado com comunicador, radar, localizador e mapas. O veículo usado era um Mazda RX-7 1985 na cor prata. Aparece pela primeira vez no episódio 6, quando ele estava à procura do filhote de monstro chamado Gordon.
- Allan Moto Space (Iron Wolf no original) - a moto de Jaspion, pode alternar em modo de voo e de solo, possui dois canhões laser. Seu comprimento é de 2,5 m, pesa 300 kg e sua velocidade chega a 800 km/h.
- Gaibin (Garbin no original) - veículo espacial que pode dividir-se em duas partes Gaibin Tank e Gaibin Jet podendo trabalharem separadamente ou os dois ao mesmo tempo com um no piloto automático o veículo quando esta completo pode voar. Armado com o 'Gaibin Laser'.
  - Gaibin (Garbin Drill) Tank - veículo terrestre de Jaspion, armado com uma arma laser e possui duas perfuratrizes (chamadas de Gaibin Drill ou Broca Gaibin em inglês), podendo mover-se a até 79 km/h perfurando a terra. É a parte inferior do Gaibin quando se desprende do Gaibin Jet. Sobre a superfície chega a 450 km/h. Seu comprimento é de 8 m e pesa 3 toneladas geralmente utilizado para invadir esconderijos subterrâneos.
  - Gaibin (Garbin) Jet - parte superior do Gaibin e que dá ao veículo possibilidade de voo, ao se desprender forma um jato. Possui grande estabilidade e velocidade, podendo pousar e decolar verticalmente. Tem como armas de ataque dois canhões laser nas pontas das asas.
- Daileon - a nave-mãe de Jaspion onde também fica guardado os outros veículos do herói, que quando necessário, assuma a forma de robô para enfrentar os monstros de Satan Goss (e o próprio, em alguns episódios). Os ataques mais frequentes são "Punch Daileon", "Daileon Kick", "Libertar Raio Cósmico" (Daileon Beam) e "Golpe Daileon" (Cosmic Crash), geralmente é o golpe fatal. Mas um dia o monstro Dorima (Head Dreamer, no ep. 17) resistiu a este ataque e Jaspion foi obrigado a usar o "Daileon Laser", a medida extrema, que desintegrou o monstro. O nome completo da nave era 超惑星戦闘母艦 ダイレオン - Chou Wakusei Sentou Bokan Daireon(Super Nave-Mãe de Combate Interplanetário Daileon) e do robô era 超惑星戦闘巨大 ダイレオン - Chou Wakusei Sentou Kyodai Daireon (Super Gigante de Combate Interplanetário Daileon, mais conhecido no Brasil pela consagrada tradução Gigante Guerreiro Daileon).
- Espada do Pássaro Dourado - invocada com a união das 5 "crianças irradiadas" pela luz divina do pássaro. Apenas com ela Jaspion conseguiu fazer frente a Satan Goss em sua segunda forma. O golpe fatal é o Daileon Cosmic Laser (Daileon Cosmic Harley no original), entretanto o herói somente conseguiu aplicar o golpe com sucesso com a aparição do bebê envolto pela luz.

## Produção
A série, com roteiros de Shozo Uehara e atribuída pela Toei à pessoa física de Saburo Hatte, foi produzida em 1985 pela Toei Company e teve 46 episódios gravados, mais um episódio especial com os principais momentos da série (este último inédito no Brasil). As cenas de ação ficaram a cargo do Japan Action Club (J.A.C., atualmente chamado de JAE - Japan Action Enterprise), principal agência de dublês japonesa e contratada preferencial da Toei em suas séries. No Brasil, os episódios foram dublados e adaptados nos estúdios da Álamo.
No elenco, Hikaru Kurosaki (nome artístico de Seiki Kurosaki) interpretava o herói carismático Jaspion e Kiyomi Tsukada era sua parceira, a bela androide Anri. O temível vilão MacGaren (Mad Galant no original) era interpretado pelo conhecido ator de ação Junichi Haruta que dispensava dublês nas cenas arriscadas de seu personagem. Outro ator famoso na série foi Hiroshi Watari, no papel de Boomerman (Boomerang no original). Watari também foi a estrela das séries Sharivan (1983) e Spielvan (1986).

## No Japão
No Japão, Jaspion obteve índices oficiais de 11.8% de audiência, ficando na quarta colocação durante toda década de 1980, apenas atrás da famosa trilogia dos Policiais do Espaço. Em sua terra natal, Jaspion obteve índices superiores a algumas séries que também fizeram sucesso no Brasil, como Jiraiya (9.6%), Jiban (9.1%), Spielvan (11.2%), Metalder (8.2%), Changeman (11.1%) Kamen Rider Black (9.2%) e Kamen Rider Black RX (9.2%), por exemplo.
Sendo a quarta série do gênero Metal Hero, cuja explosão já havia acontecido 3 anos antes, Jaspion já não era uma novidade no Japão, não conseguindo repetir a febre gerada no Brasil. No entanto, em comparação com as séries atuais, os índices de Jaspion na época seriam considerados sucesso estrondoso, já que a audiência média das séries Tokusatsu vem caindo cada ano que passa. O seriado Super Sentai exibido pela Toei em 2013, Kyoryuger, por exemplo, obteve índices de apenas 3.2%, praticamente quatro vezes menor do que os de Jaspion em 1985.

## No Brasil
No Brasil, foi transmitida pela Rede Manchete a partir de 22 de fevereiro de 1988 juntamente com Changeman, no programa Clube da Criança, comandado na época por Angélica. Já entre agosto de 1994 até dezembro de 1995, com reprises em 1996 foi exibida pela Rede Record, continuando a manter ótimos índices de audiência. Posteriormente, em 1997, foi transmitida pela CNT Gazeta, Rede Brasil e em 2020 transmitida pela Band.
No auge, Jaspion obteve os maiores índices de audiência da história da TV Manchete. Pelo enorme número de seguidores no Brasil, cuja população é a sexta maior do planeta, Jaspion invariavelmente continua sendo uma das séries "tokusatsu" com maior número de fãs em todo o mundo. Em razão desta enorme popularidade, o personagem tornou-se o protótipo do herói japonês no país, imagem que se mantém até os dias atuais. Em virtude dessa popularidade, os compositores Michael Sullivan e Paulo Massadas criaram a canção Jaspion-Changeman na qual homenageiam o seriado, a música foi lançada em 1989 e cantada pelo grupo Trem da Alegria, no álbum homônimo do grupo, lançado no mesmo ano.
Após negociações, a série completa foi lançada no Brasil em DVD pela Focus Filmes em 2009.
Em julho de 2016, foi anunciado que a série seria exibida por um novo serviço de streaming, o Wow!Play, pertencente a Sato Company, em fevereiro de 2017, a distribuidora lança um canal no Youtube que transmite episódios da séries.
Em fevereiro de 2018, a Sato Company anunciou um filme brasileiro do personagem, com total aprovação da Toei Company, a fim de comemorar os 30 anos da série no Brasil, e dos 110 anos da Imigração japonesa no Brasil. Inicialmente previsto para 2019, o filme teve a estreia adiada para 2020.
A partir de janeiro de 2019, a série passa a ser disponibilizada pelo streaming de vídeos sob demanda do Grupo Record. Em abril de 2019, a Sato Company anuncia que o filme será dirigido por Rodrigo Bernardo, que também assumirá o roteiro.
Com publicação do mangá, a cantora Miku Nakagaki (MIC) canta a música tema de Jaspion, estilo eletrônica.
O animador Jaires Santos criou uma nova série de Jaspion e postou nas redes sociais, como também colocou Spielvan para poder ter uma participação. A série foi dada como inacabada com um total de 14 episódios. A Toei viu que era uma produção não oficial e decidiu tirar a série do ar. Em seu lugar aparece a série Gobetex. Este depois pretendia trazer Jaspion na série Gobetex.
Em 2020, a escola de samba Águias de Ouro expôs o estilo Tokusatsu na passarela para celebrar os 110 anos da imigração japonesa no Brasil, alguns dos seriados representados foram Jaspion, Changeman e National Kid. Além da presença de um cosplayer do Jaspion, foi construído um boneco gigante simbolizando o Daileon.
Em março de 2020, Jaspion, Changeman e Jiraiya passaram a ser exibidas pela Band aos domingos, a partir das 10h30min, sendo exibidos dois episódios por dia de cada série.
Em setembro de 2020 o roteiro ainda se encontra em produção, com previsão para ficar pronto final do ano e começarem as gravações na metade de 2021.
Atualmente é exibido dentro da plataforma de streaming Pluto TV no canal Tokusato.

### Publicações

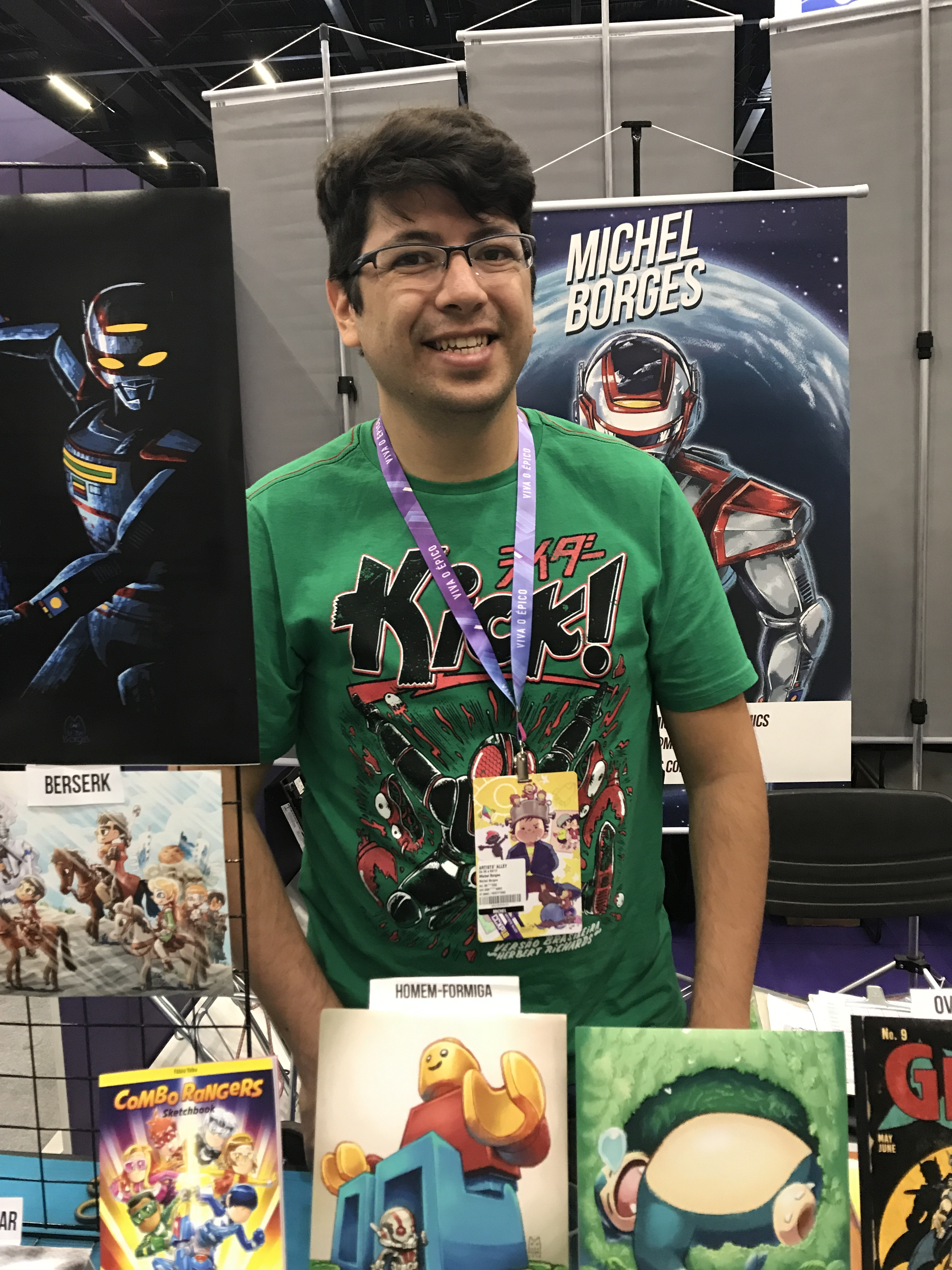
Michel Borges, responsável pela arte da nova série de quadrinhos do Jaspion

No final dos anos 80, Jaspion foi lançado pela Everest Vídeo em VHS, pela Top Tape em LP, K7 e CD E depois exibido pela Rede Manchete, obtendo enormes índices de audiência.
Logo virou revista em quadrinhos pela EBAL (Editora Brasil América) produzidas pelo Studio Velpa e uma fotonovela pela Bloch Editores.
Em 1991, a Editora Abril lançou a revista O Fantástico Jaspion (novamente produzida pelo Studio Velpa), com histórias que davam sequência ao final da série. Além de Jaspion, eram publicadas histórias com outros personagens da Toei Company, como o Comando Estelar Flashman, no seguinte, a revista do Jaspion foi cancelado, Jaspion passou a ser publicado na revista Heróis da TV.
Estas histórias eram levemente baseadas na série e se podia ver crossovers com outras séries exibidas também pela Rede Manchete como Changeman e Maskman.
Na revista "Almanaque do Spielvan #1", publicada em 1994 há um curioso confronto entre Jaspion Spielvan (no Brasil recebeu o nome de "Jaspion 2")
Embora muitos dos artistas que produziram as histórias fossem influenciados pelos mangás, de acordo com o quadrinista Aluir Amancio, as histórias eram produzidas no estilo dos comics de super-heróis.
Em julho de 2018, a Editora JBC e a Sato Company anunciaram uma HQ em estilo mangá roteirizada por Fábio Yabu e desenhada Michel Borges, mesmos autores de Combo Rangers, um mangá inspirado nos tokusatsus.
No dia 30 de setembro de 2020 foi anunciado no canal da editora JBC no YouTube o lançamento do mangá O Regresso de Jaspion para 30 de outubro do mesmo ano. A pré venda também foi anunciada e iniciada no mesmo dia do lançamento.

### Produtos
Com o gigantesco sucesso no Brasil, diversos itens da linha infantil foram lançados, como bonecos, máscaras, roupas, espadas, artigos para festas, albuns, revistas, chicletes, etc. Em alguns casos, as lojas não davam conta da enorme demanda, havendo problema de falta de estoque em diversas cidades. Para aproveitar o sucesso repentino da série e não perder a febre recém criada, a fabricante de brinquedos Glasslite a princípio reaproveitou moldes de outras linhas e adesivou com um logo do personagem. Com isso, o herói ganhou itens que não existiam na série, tais como helicópteros. O primeiro boneco lançado no mercado reaproveitou o corpo do personagem Robocop. Posteriormente, com mais tempo para se dedicar a produção, foram lançados itens exclusivos, como a linha em vinil que englobava os personagens principais.
No Japão, a fabricação de brinquedos pela Bandai ocorre de maneira concomitante a produção da série pela Toei. Com isso, o personagem ganhava itens extremamente fiéis, como é o caso da linha DX, que engloba os itens Daileon, que transforma-se de nave em robô de maneira idêntica ao seriado, Gaibin Tank e Iron Wolf (Allan Moto Space) ambos réplicas perfeitas. Desta forma, o sucesso entre as crianças estava garantido. Também foram lançados itens como a pistola em tamanho real, com sons e um filme de verdade que escaneava os inimigos, réplicas do personagem em chogokin (metal), versões dos personagens com luzes e sons, bonecos de plástico, entre outros. Os itens da linha DX ainda são extremamente visados e requisitados mundo afora, sendo vendidos por valores extremamente altos.
Recentemente, pegando os colecionadores de surpresa após 3 décadas, foram lançados novos itens de Jaspion no mercado Japonês. A primeira fabricante a anunciar e vender uma figura nova de Jaspion foi a Medicom, que em 2014 lançou os personagens Jaspion e Macgaren em luxuosas versões de 30 cm, extremamente detalhados. Ainda em 2014, a ABE Design lançou versões limitadas em forma de model kits. Já em 2015, foi a vez da Bandai surpreender os fãs, ao anunciar durante o evento Tamashii Nations uma nova figura de Jaspion da famosa linha SHFiguarts. Foi o primeiro lançamento oficial de Jaspion pela gigante japonesa depois de 30 anos.

## Elenco

### Atores japoneses
- Jaspion — Hikaru Kurosaki (ator); Takanori Shibahara, Kazuyoshi Yamada (também dublê de Daileon) e Noriaki Kaneda (dublês com armadura)
- Anri - Kiyomi Tsukada
- Miya (voz) - Atsuko Koganezawa
- Edin - Noboru Nakaya
- Boomerman - Hiroshi Watari
- Nanbara - Isao Sasaki
- Kanoko - Kiyomi Sone
- Kenta - Daisuke Yamashita
- Kumiko - Miki Takahashi
- Hiroshi - Hayato Komori
- Mika - Akane Kudo
- Daisuke (Daisaku no original) - Tatsuya Nakagawa
- Satan Goss (voz) - Shouzou Iizuka
- MacGaren (Mad Galant no original) - Junichi Haruta
- Purima (Brima no original) - Misa Nirei
- Gouryu (Gillaule no original) - Miyako Anan
- Ikki - Toshimichi Takahashi
- Zampa - Daigaku Sekine
- Gasami 1 - Eiichi Kikuchi
- Gasami 2 - Shun Ueda
- Kilza - Atsuko Takahata
- Kilmaza - Yukie Kagawa
- Rod - Hiroshi Sato
- Satie - Hisae Hayashi
- Koko - Hirokatsu Yano
- Titânia (Tikita, no original) - Waka Sato
- Myoko - Megumi Sekiguchi
- Kerly - Terry O'Brien
- Hanna - Yutaka Nakajima
- Narrador - Tooru Oohira

### Dubladores brasileiros
- Jaspion - Carlos Takeshi
- Anri - Denise Simonetto (ep. 1 a 16) e Cecília Lemes (ep. 17 em diante)
- Edin - Borges de Barros
- Boomerman - Carlos Laranjeira
- Miya - Suzana Lakatos
- Prof. Nanbara - Armando Tiraboschi
- Kanoko - Suzana Lakatos (eps. 15 e 16) e Lúcia Helena (17 em diante)
- Kenta - Denise Simonetto (1ª voz), Telma Lúcia (2ª voz) e Hermes Baroli (3ª voz)
- Rod (ep. 8 e 29) - Eduardo Camarão
- Satie (ep. 8 e 29) - Lúcia Helena e Neuza Azevedo (eps. 15 e 16)
- Satan Goss - Líbero Miguel
- MacGaren - Ricardo Medrado (ep. 4, 17 a 45) e Francisco Borges (ep. 5 a 16)
- Kilza - Maximira Figueiredo
- Kilmaza - Neusa Maria Faro
- Purima - Neuza Azevedo
- Gouryu - Nair Silva
- Ikki - Líbero Miguel
- Zampa - José Carlos Guerra
- Gary (pai de Jaspion) - Mauro de Almeida
- Anna (mãe de Jaspion) - Maximira Figueiredo
- Gasami 1 - Gilberto Baroli
- Gasami 2 - Eleu Salvador
- Senhor Akiyama (ep. 19 e 22) - Renato Master
- Amazona N° 1 (ep. 10) - Nair Silva
- Amazona N° 2 (ep. 10) - Lira Rodriguês
- Zamurai (ep. 19) - Gilberto Baroli
- Guila (ep. 20) - Antônio Moreno
- Titânia (ep. 22) - Maximira Figueiredo
- Sr. Yada (ep. 23) - Eleu Salvador
- Aigaman (ep. 28) - Gilberto Baroli
- Silk (ep. 31) - Gilberto Baroli
- Zaul (ep. 31)- Líbero Miguel
- Tipp (ep. 32) - Jorge Pires
- Bragul (ep. 37) - Jorge Pires
- Ninjas Espaciais - Marcelo Meirelles
- John Tiger (ep. 41) - Eduardo Camarão
- Daisuke (ep. 39) - Wendel Bezerra
- Hiroshi (ep. 42) - Carlos Laranjeira
- pai da Yumiko (ep. 43) - Francisco Borges
- Kumiko (ep. 36) - Neuza Azevedo
- Mika (ep. 45) - Neuza Azevedo
- Narrador - Francisco Borges (série inteira) e Benjamim Filho (até o episódio 16)
- Diretor de dublagem - Líbero Miguel
- Estúdio - Álamo

### Dubladores franceses
- Jaspion - Mario Pecqueur
- Anri - Corinne Richardon
- Boomerman - Antoine Tomé
- MacGaren - Bernard Demory
- Edin - Hubert Drac
- Nambara - Hubert Drac
- Kilza - Malvina Germain
- Kilmaza - Malvina Germain

## Trilha sonora

### Temas
(de acordo com o álbum METAL HERO Theme & Insert Song Collection I)
- "Ore ga Seigi da! Juspion", por Ai Takano, Miku Nakagaki (MIC), atualmente, para os mangás (tema de abertura)
- "Powerful Fighter Juspion", por Akira Kushida
- "Itsu no Hi Heiwa ga", por BOBBY
- "Kyojuu Tachi Yo", por SPACE MINSTRELS
- "Ginga no Taazan", por Akira Kushida
- "I'm Juspion", por Henry (versão em inglês do tema de abertura)
- "A Wolf In Space Juspion", por Henry (versão em inglês do tema de encerramento)
- "Neppuu Yarou Juspion", por Ai Takano
- "Ryuusei no Senshi", por Ai Takano
- "Chou Wakusei Sentou Bokan Daileon", por Akira Kushida
- "Mabushii Aitsu", por Akira Kushida & Columbia Yurikago Kai
- "Space Wolf Juspion", por Ai Takano (tema de encerramento)

### BGM (músicas de fundo)
(de acordo com o álbum Toei Metal Hero Best BGM Shuu 2)
- "Ore ga Seigi da! Jaspion (TV Size)"
- "Demon Hunter ~Chousensha~"
- "Metaltec Suit ~Metaltec Suit~"
- "Galaxy Bible ~Ginga Seisho~"
- "Ore ga Seigi da! Juspion (Instrumental)"
- "Space Wolf Juspion (Instrumental)"
- "Roaming ~Rurou~"
- "The Enemy ~Mad Galant~"
- "Desperate War ~Kessen~"
- "Change for Daileon ~Sentou Kyojin Daileon~"
- "Dreamer's ~Mirai~"
- "Space Wolf Juspion (TV Size)"

(de acordo com o álbum "Toei Metal Hero Battle Music Collection 4")
- "Space Wolf!"
- "Ihen wo Kanjiru ze"
- "Kyojuu Shutsugen -Bridge Collection-"
- "Juspion Action"
- "Ginga no Heiwa wo Negatte"
- "Juspion Yokokuhen Ongaku"